# He's the Greatest Dancer

"He's the Greatest Dancer" é uma canção disco escrita por Bernard Edwards e Nile Rodgers e gravada pelo grupo Sister Sledge para álbum de We Are Family, de 1979.
Parte de "He's the Greatest Dancer" foi usada por Will Smith no hit de 1998 "Gettin' Jiggy wit It". Em 2000, DJ Tony Touch gravou uma versão da canção, intitulada I Wonder Why? (He's The Greatest DJ) com letras cantadas por Keisha Spivey e Long Pam do grupo de R&B Total. A canção foi regravada e lançada por Dannii Minogue em 2007.

## Letra e música
As letras foram escritas por Bernard Edwards e Nile Rodgers e contêm rimas como:
| “ | Arrogance, but not conceit As a man, he's complete ... Halston, Gucci Fiorucci | ” |

Nile Rodgers especulou que esta pode ter sido a primeira ocorrência do fenômeno usando marcas em canções.  .
A música apresenta guitarra tocada por Rodgers suportada pelo baixo de Edward, percussão de Tony Thompson, teclados de Raymond Jones e orquestração de Gene Orloff .